# Elektronický systém spisové služby
Elektronický systém spisové služby (zde v textu zkratka "ESSS", národní standard používá zkratku "eSSL") je informační systém pro odbornou správu dokumentů a pro elektronické vedení spisové služby. Takový program musí zajišťovat evidenci elektronických i listinných dokumentů. Pojem odpovídá anglickému označení "Electronic Document and Record Management System", EDRMS.

## Úkoly ESSS
- evidovat: příjem, označování, evidenci, rozdělování, oběh, vyřizování, odesílání a ukládání dokumentu
- zaznamenávat informace o všech operacích s dokumentem (transakční protokol)
- spravovat metadata o dokumentu
- vytvářet SIP balíčky pro elektronické skartační řízení

### Podrobnosti funkcí elektronického systému spisové služby stanovuje zejména:
- Zákon č. 499/2004 Sb., o archivnictví a spisové službě, ve znění zákona č. 190/2009 Sb.,
- Vyhláška č. 259/2012 Sb., o podrobnostech výkonu spisové služby,
- Národní standard pro elektronické systémy spisové služby, vyhlášený Ministerstvem vnitra na základě zmocňovacího ustanovení § 70 odst. 2 Zákona o archivnictví a spisové službě – jedná se o adaptovaný a přeložený mezinárodní standard MoReq2[1]

Od roku 2027 je povinností veřejnoprávních původců mít atestovaný elektronický systém spisové služby. Do té doby mohou využívat neatestovaný systém. Přehled atestovaných ESSS bude zveřejněn na stránkách Ministerstva vnitra.

## Příklady aplikací
- GINIS Standard nebo GINIS Express od společnosti Gordic spol. s r.o.[2]

- Spisová služba WISPI od společnosti Bach systems s.r.o.[3]
- E-spis od společnosti ICZ a.s.[4]

- TESS Online - elektronická spisová služba[5]

- Dobrá spisovka